# 景亳之命
商湯回師西亳（今河南省偃师市西），與各方諸侯參共同召開了「景亳之命」大會，會中表明自己是秉承天意征伐夏桀，目的是讓百姓脫離暴政與苦難。商湯後來得到三千諸侯的擁護，取得了天下共主的地位。